# Joseph Pancou-Lavigne
Joseph Pancou-Lavigne, né le 22 mars 1778  à Perpignan et mort le 14 février 1858 dans la même ville est un homme politique français.
Il est maire de Perpignan du 8 mars 1831 au 16 novembre 1831.

## Biographie

### Famille
Joseph Pancou-Lavigne naît le 22 mars 1778 à Perpignan, du mariage de Jacques Pancou-Lavigne et de Marie Gros. Négociant, il épouse Susanne Laffont. Veuf, il meurt à Perpignan le 14 février 1858.

### Activité politique
Joseph Pancou-Lavigne, Justin Durand, Théodore  Guiter et Henri Delcros exercent les fonctions de maire de Perpignan par roulement tous les deux mois du 8 mars 1831 au 16 novembre 1831,.
Le maire de Perpignan, Lacombe-Saint-Michel, et ses adjoints Mouchous et Picas, considérant que leur « autorité a été méconnue et outragée », donnent leur démission et, le 5 mars 1831, le préfet nomme une commission municipale provisoire composée de Joseph Pancou-Lavigne, Theodore Guiter et Justin Durand ; ceux-ci, trois jours plus tard, après une nouvelle alerte le 6 mars, lancent un appel au calme, proclamant « que l'anarchie ne peut que compromettre la plus belle des causes, que l'ordre est inséparable de la liberté » et qu'il leur revient de se dévouer « sans réserve comme sans faiblesse a la cause de la liberté et de l'ordre public ».
Son portrait a longtemps été exposé dans le grand salon du château de l'Esparrou à Canet-en-Roussillon. Il est aujourd'hui la propriété de son descendant Jean-Baptiste Rendu.[réf. nécessaire]

## Pour approfondir